# 金門学園
座標: 北緯37度47分08秒 西経122度25分42秒 / 北緯37.785572度 西経122.428229度
金門学園（きんもんがくえん）は、カリフォルニア州サンフランシスコにある日本語学校である。

## 歴史
金門学園は1911年に埼玉県出身の鈴木孝志により設立された。設立時は133人の生徒がいた。第二次世界大戦中、金門学園は閉校していたが、1949年に復校した。昭和天皇は1933年および1935年に来校しており、明仁上皇は皇太子時代の1960年に来校している。
現在は土曜日のみ開校しており、5歳から高校生までが対象となっている。